# Angela Goodwin
Angela Goodwin, pseudonimo di Angela Bucci (Roma, 1º agosto 1925 – Roma, 25 marzo 2016), è stata un'attrice italiana.

## Biografia
Di padre italo-americano, si reca negli Stati Uniti d'America per frequentare alcuni corsi di recitazione, sino all'esordio nello Stabile di Washington, dopo il quale frequenta vari gruppo teatrali americani, con il ritorno a Roma, all'inizio degli anni sessanta, recitando tra l'altro in lavori drammatici con Giancarlo Sbragia e Vittorio Gassman, sino a ricoprire parti brillanti in commedie con Renato Rascel, per la regia di Garinei e Giovannini. Interprete di numerose commedie all'italiana (fra le principali Venga a prendere il caffè... da noi, Amici miei e il sequel Amici miei - Atto IIº dove interpreta la moglie del Perozzi), ha interpretato inoltre ruoli da caratterista anche in serial e film per la televisione.
È deceduta a Roma il 25 marzo 2016 all'età di 90 anni, tre mesi dopo il marito, l'attore Franco Giacobini.

## Filmografia

### Cinema
- Scacco alla mafia, regia di Lorenzo Sabatini (1970)
- Waterloo, regia di Sergej Fëdorovič Bondarčuk (1970)
- Venga a prendere il caffè... da noi, regia di Alberto Lattuada (1970)
- Progetto Norimberga, regia di Gianni Serra (1971)
- La cosa buffa, regia di Aldo Lado (1972)
- Daniele e Maria, regia di Ennio De Concini (1973)
- Abbasso tutti, viva noi, regia di Gino Mangini (1974)
- L'albero dalle foglie rosa, regia di Armando Nannuzzi (1974)
- Macchie solari, regia di Armando Crispino (1975)
- Amici miei, regia di Mario Monicelli (1975)
- Quanto è bello lu murire acciso, regia di Ennio Lorenzini (1975)
- Cassandra Crossing (The Cassandra Crossing), regia di George Pan Cosmatos (1976)
- La linea del fiume, regia di Aldo Scavarda (1976)
- Una vita venduta, regia di Aldo Florio (1976)
- Viaggio di paura (Les passagers), regia di Serge Leroy (1977)
- Goodbye & Amen, regia di Damiano Damiani (1977)
- L'ultimo sapore dell'aria, regia di Ruggero Deodato (1978)
- Il prato, regia di Fratelli Taviani (1979)
- Di padre in figlio, regia di Vittorio Gassman e Alessandro Gassmann (1982)
- Amici miei - Atto IIº, regia di Mario Monicelli (1982)
- Sing Sing, regia di Sergio Corbucci (1983)
- Claretta, regia di Pasquale Squitieri (1984)
- Progetto Atlantide, regia di Gianni Serra (1984)
- Qualcosa di biondo, regia di Maurizio Ponzi (1984)
- La donna delle meraviglie, regia di Alberto Bevilacqua (1985)
- Mai con le donne, regia di Giovanni Fago (1985)
- Giulia e Giulia, regia di Peter Del Monte (1987)
- Ti presento un'amica, regia di Francesco Massaro (1987)
- Tracce di vita amorosa, regia di Peter Del Monte (1990)
- Modì, regia di Franco Brogi Taviani (1990)
- Il sole buio, regia di Damiano Damiani (1990)
- Denti, regia di Gabriele Salvatores (2000)
- L'uomo in più, regia di Paolo Sorrentino (2001)
- Ginostra, regia di Manuel Pradal (2002)
- Le conseguenze dell'amore, regia di Paolo Sorrentino (2003)
- Il diavolo, regia di Andrea Lodovichetti - cortometraggio (2006)
- Il nascondiglio, regia di Pupi Avati (2007)
- Hai paura del buio, regia di Massimo Coppola (2010)
- Febbre da fieno, regia di Laura Luchetti (2011)
- Il volto di un'altra, regia di Pappi Corsicato (2011)
- 100 metri dal paradiso, regia di Raffaele Verzillo (2012)

### Televisione
- Il marchese di Roccaverdina, regia di Edmo Fenoglio, sceneggiato Rai in tre puntate, (1972)
- Luigi Ganna detective - terzo episodio, nel ruolo di Giusy Comaschi (1979)
- Verso l'ora zero, regia di Stefano Roncoroni – film TV (1980)
- Buio nella valle, regia di Giuseppe Fina – miniserie TV (1984)
- Western di cose nostre, regia di Pino Passalacqua (1984)
- La piovra 6 - L'ultimo segreto (1992)
- Favola contaminata (1995)
- Incantesimo, soap opera  (1998-1999)
- Caro Vittorio, regia di Marco Risi (2004)
- L'amore non basta (2005, miniserie televisiva)
- Nebbie e delitti (2007, seconda stagione, episodio Bambini perduti)
- Due mamme di troppo (2009, film tv)
- L'isola dei segreti - Korè (2009, serie televisiva)
- Agata e Ulisse, regia di Maurizio Nichetti (2011)

### Cortometraggi
- Carlo e Clara, con Franco Giacobini e Virginia Gherardini, regia di Giulio Mastromauro – cortometraggio (2013)

## Teatro (parziale)
- Il prigioniero della seconda strada di Neil Simon, regia di Garinei e Giovannini. Prima al Teatro Sistina di Roma, 18 ottobre 1972.
- O Cesare o nessuno di Edmund Kean, regia di Vittorio Gassman. Prima al Teatro della Pergola di Firenze, 4 dicembre 1975.